# Gettjärnen (Husby socken, Dalarna, 670076-152081)
Gettjärnen är en sjö i Hedemora kommun i Dalarna och ingår i Dalälvens huvudavrinningsområde.